# رقروق مثاني
الرقروق المثاني (باللاتينية: Helianthemum vesicarium) نوع نباتي يتبع جنس الرقروق من الفصيلة القريضية.

## الموئل والانتشار
النبات واطن في بلاد الشام ومصر.

## مرادفات للاسم العلمي
- (باللاتينية: Helianthemum roseum Ehrenb. ex Willk.)